# Parailia
Parailia är ett släkte av fiskar. Parailia ingår i familjen Schilbeidae.
Kladogram enligt Catalogue of Life:
| Parailia | \| \| Parailia congica \| \| \| \| \| \| Parailia occidentalis \| \| \| \| \| \| Parailia pellucida \| \| \| \| \| \| Parailia somalensis \| \| \| \| \| \| Parailia spiniserrata \| \| \| \| |
|          | \| \| Parailia congica \| \| \| \| \| \| Parailia occidentalis \| \| \| \| \| \| Parailia pellucida \| \| \| \| \| \| Parailia somalensis \| \| \| \| \| \| Parailia spiniserrata \| \| \| \| |
|          | Ailia |
|          | |
|          | Ailiichthys |
|          | |
|          | Clupisoma |
|          | |
|          | Eutropiichthys |
|          | |
|          | Irvineia |
|          | |
|          | Laides |
|          | |
|          | Neotropius |
|          | |
|          | Pareutropius |
|          | |
|          | Platytropius |
|          | |
|          | Proeutropiichthys |
|          | |
|          | Pseudeutropius |
|          | |
|          | Schilbe |
|          | |
|          | Silonia |
|          | |
|          | Siluranodon |
|          | |
|          | Parailia congica |
|          | |
|          | Parailia occidentalis |
|          | |
|          | Parailia pellucida |
|          | |
|          | Parailia somalensis |
|          | |
|          | Parailia spiniserrata |
|          | |

|  | Parailia congica      |
|  |                       |
|  | Parailia occidentalis |
|  |                       |
|  | Parailia pellucida    |
|  |                       |
|  | Parailia somalensis   |
|  |                       |
|  | Parailia spiniserrata |
|  |                       |